# Rollleine

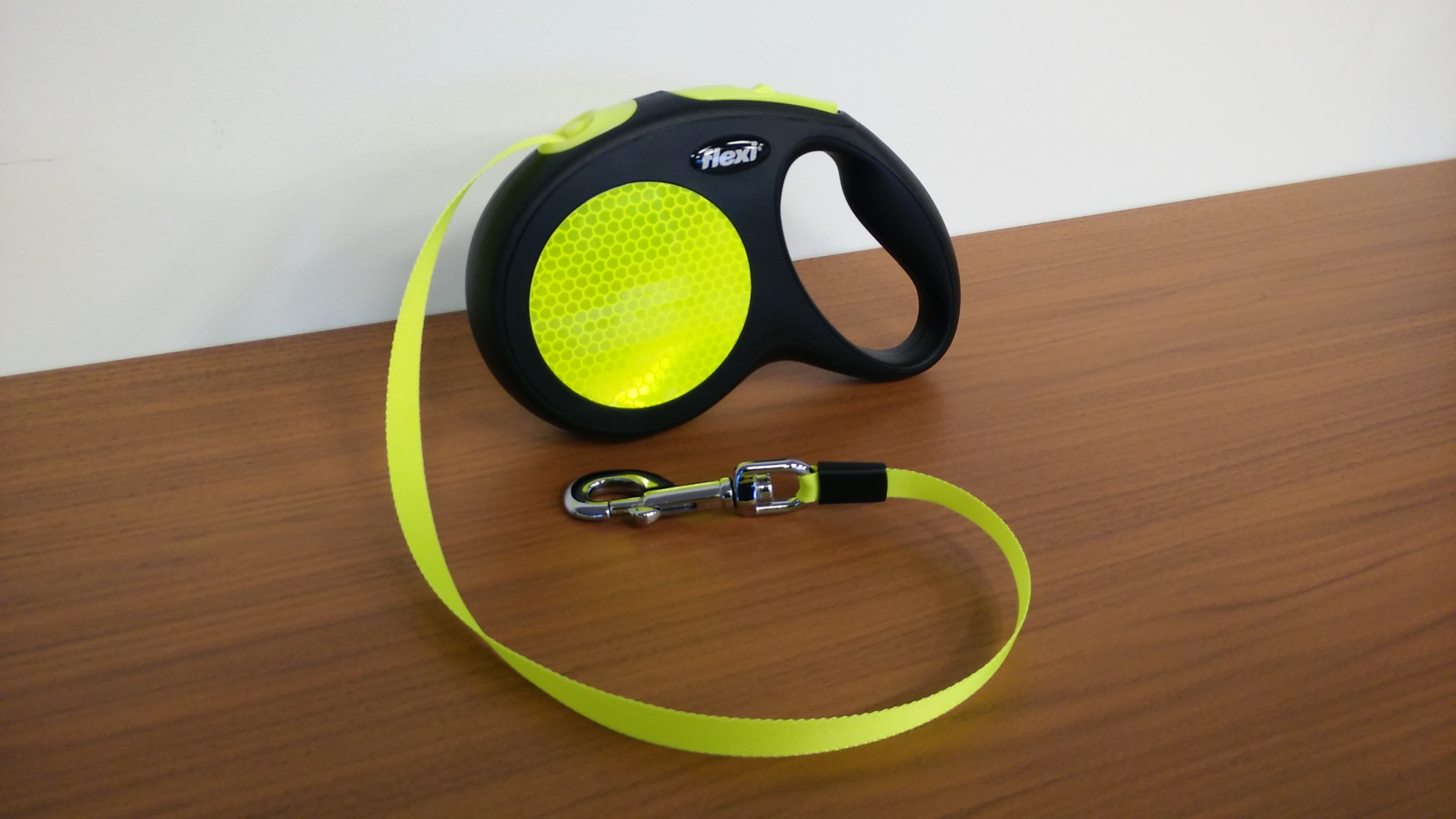
Beispiel einer Rollleine

Eine Rollleine ist eine lange, mit einer Feder aufrollbare Hundeleine. Sie begrenzt mechanisch den Auslauf des Hundes. Nicht allen Hunden kann ein unbegrenzter Freilauf gewährt werden, sei es von ihrem Wesen her, von der Umgebung oder durch gesetzliche Regelungen. Rollleinen werden verwendet, um dem Hund mehr Auslauf als an einer herkömmlichen Hundeleine zu gewähren, ohne auf die Kontrolle des Hundes zu verzichten. In der freien Natur kann der Bewegungsraum einer Rollleine maximal ausgenutzt werden. An belebten Orten wird der Hund im Allgemeinen bei Fuß geführt, indem durch einen Feststeller der Auslauf stark eingeschränkt wird.

## Geschichte
Die Anfänge der Rollleine reichen zurück bis zum Beginn des 20. Jahrhunderts. Das Patent von Mary A. Delaney, veröffentlicht am 12. Mai 1908, beschreibt eine besondere Form der Rollleine, bei der das Gehäuse am Hundehalsband befestigt wird.
Am 19. November 1940 veröffentlichte David E. Gottlieb sein Patent für eine Rollleine. Diese Leine enthielt bereits alle Merkmale, die eine Rollleine zum Führen von Hunden ausmacht. Der Hund wird an einem Gurt geführt, der auf einer Rolle mit einer spiralförmigen Feder auf Spannung gehalten und automatisch aufgerollt wird. Mit einer Bremse kann die führende Person das Ausrollen begrenzen und den Hund zu sich heranholen.
Der Öffentlichkeit wurde eine Rollleine 1941 in der Januarausgabe des Magazins „Popular Science“ vorgestellt.
Am 19. Februar 1953 wurde ein Patent von Wilhelm Peters veröffentlicht, welches aber nicht vermarktet wurde.

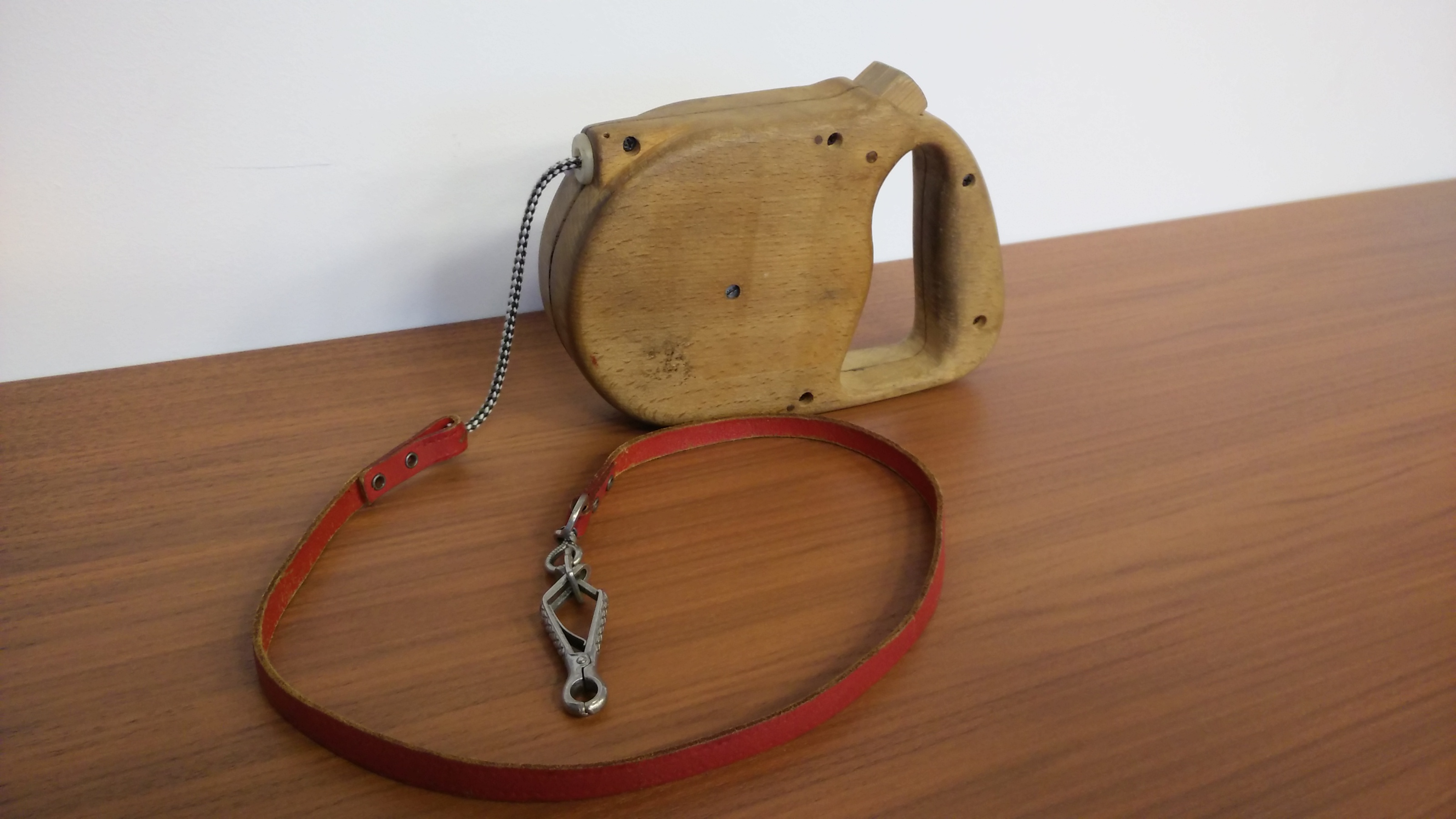
Prototyp der ersten flexi-Leine. Das Gehäuse besteht aus Holz.

Die erste praktisch verwendbare Rollleine erfand Manfred Bogdahn. Er beantragte für diese 1973 einen Gebrauchsmusterschutz und erhielt diesen 1975. Die Produktion und Vermarktung der Rollleine begann 1973 unter dem Markennamen „flexi“. Abgebildet ist der originale Prototyp aus Holz.

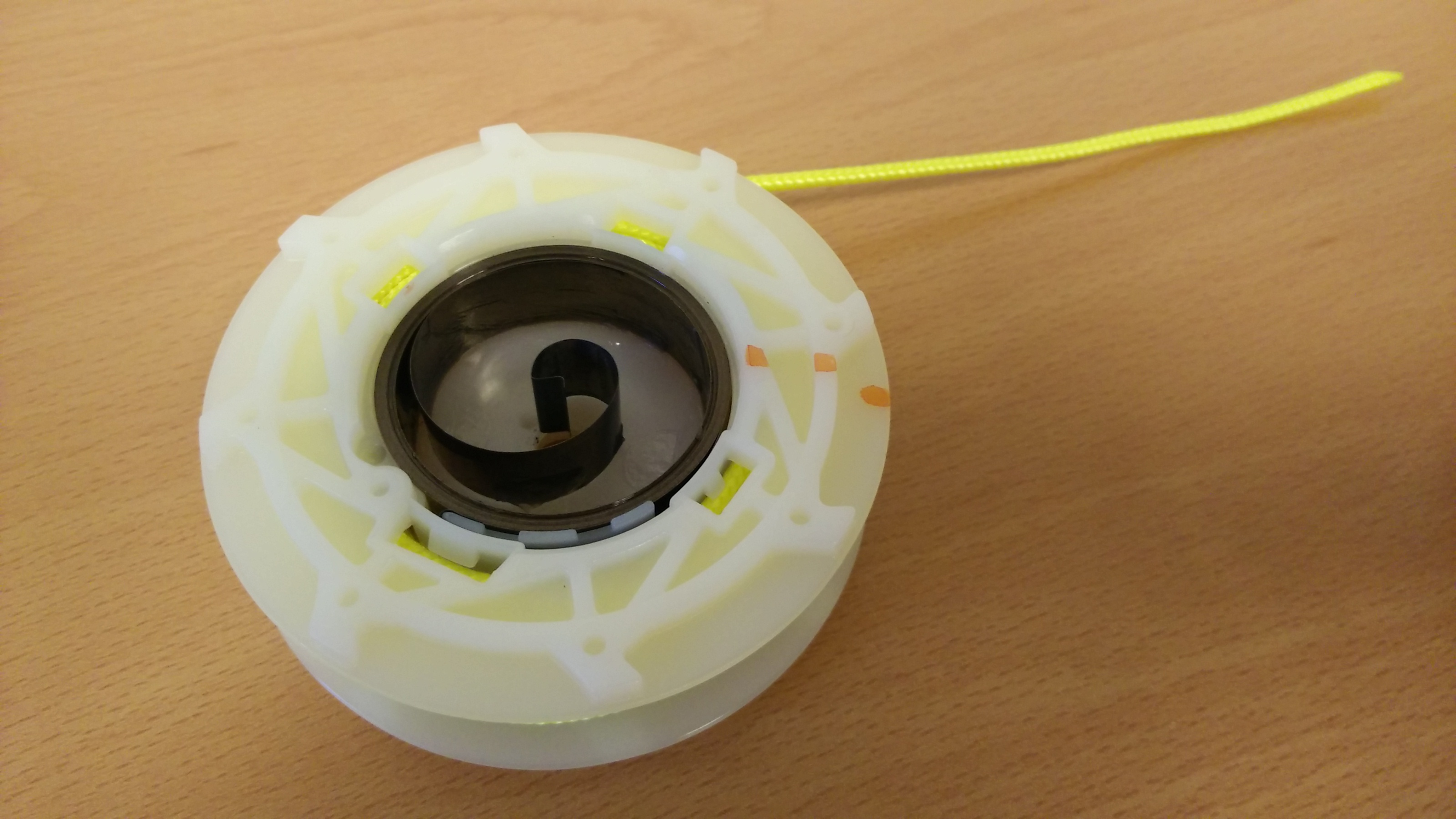
Seilrolle einer Rollleine, Federgehäuse geöffnet.

## Funktionsbeschreibung
Gegenüber herkömmlichen Hundeleinen zeichnen Rollleinen sich dadurch aus, dass eine Spiralfeder in einem Griffgehäuse den Gurt oder das Seil automatisch aufwickelt. Die Leine steht somit immer unter leichter Spannung und schleift nicht auf dem Boden, unabhängig vom Abstand zwischen Hund und Halter. Der Hund wird in seiner Bewegung kaum beeinträchtigt. 
Mit einer Bremse kann der Halter den Auslauf des Hundes jederzeit stoppen und ihn mit schwingenden Armbewegungen näher zu sich heranholen. Um den Hund bei Fuß zu führen, kann die Bremse mit einem Dauerstopp auf festgelegter Länge eingestellt werden. Vorsicht ist geboten, da die lange Leine die Unfallgefahr erhöht. Fahrradfahrer sind gefährdet, Inline-Skatern und andere Vereinsteilnehmer, selbst Hundeführer an anderen Ende der Leine. Dünnes, kaum sichtbares Leinenmaterial erhöht die Gefahr.
Die Rollleine wird von einigen Hundetrainern als wenig tauglich angesehen, da sie auch die Leinenführigkeit, also das lockere Laufen an der Leine behindere.

## Ausführungsformen
Rollleinen werden in unterschiedlichen Längen und für unterschiedliche Hundegrößen angeboten. Als Leine wird ein Seil oder ein Gurt verwendet. Als durchschnittliche Länge für Rollleinen haben sich 5 m etabliert. Weitere gängige Längen sind 3 m und 8 m. Die längste Rollleine hat eine Länge von 10 m. Längen unter 3 m sind eher unüblich und beschränken sich auf Sonderformen.

### Gartenleine
Bei einer weiteren Sonderform dient die Rollleine dazu, den Hund z. B. an einer Wand zu fixieren, damit er sich auf dem Grundstück frei bewegen kann. Die Leine besteht dabei aus einem Stahlseil, das der Hund nicht durchbeißen kann. Eine dauerhafte Anbindehaltung ist in Deutschland verboten.

### Erweiterungen

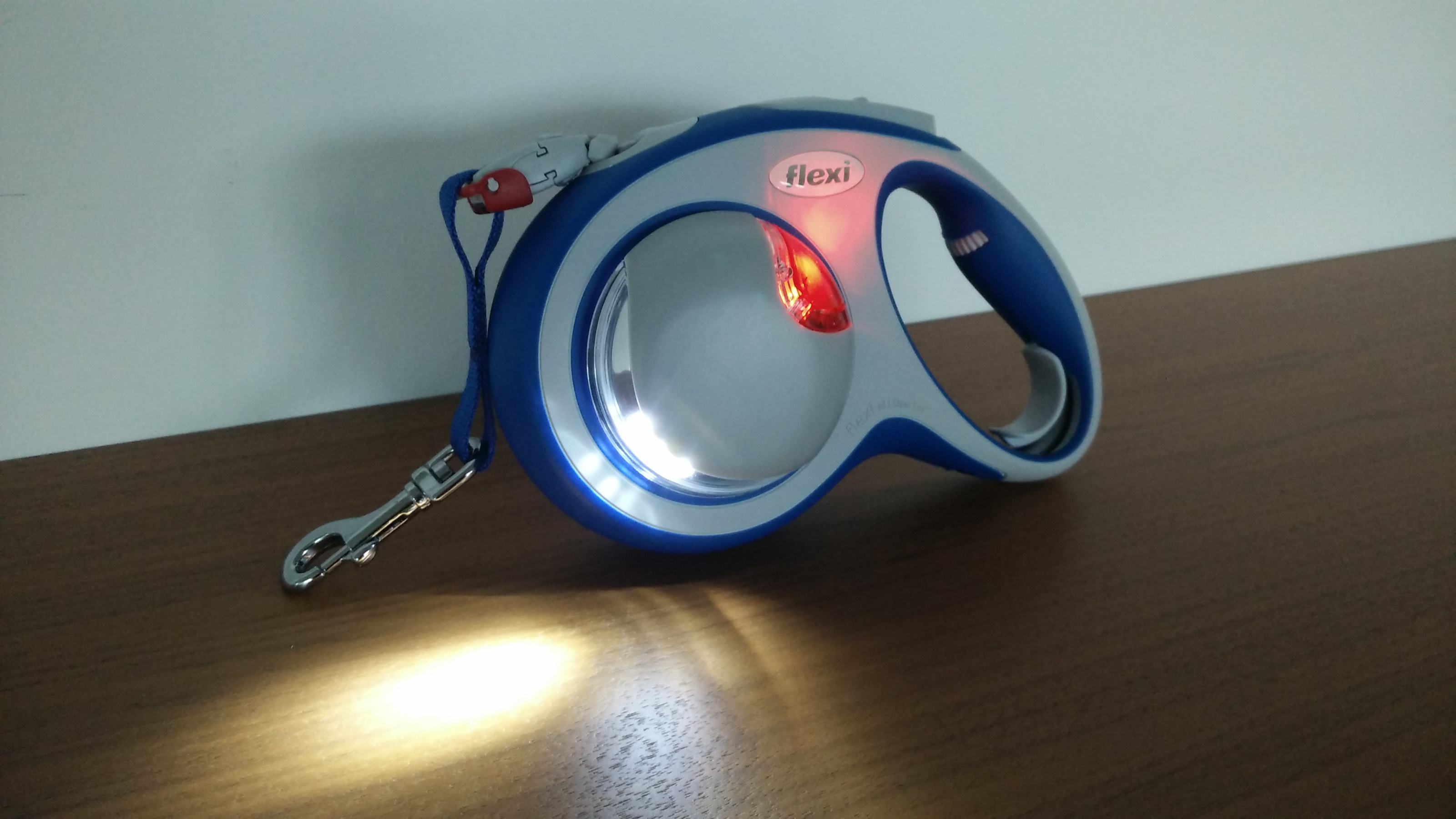
LED-Lampe am Gehäuse einer Rollleine

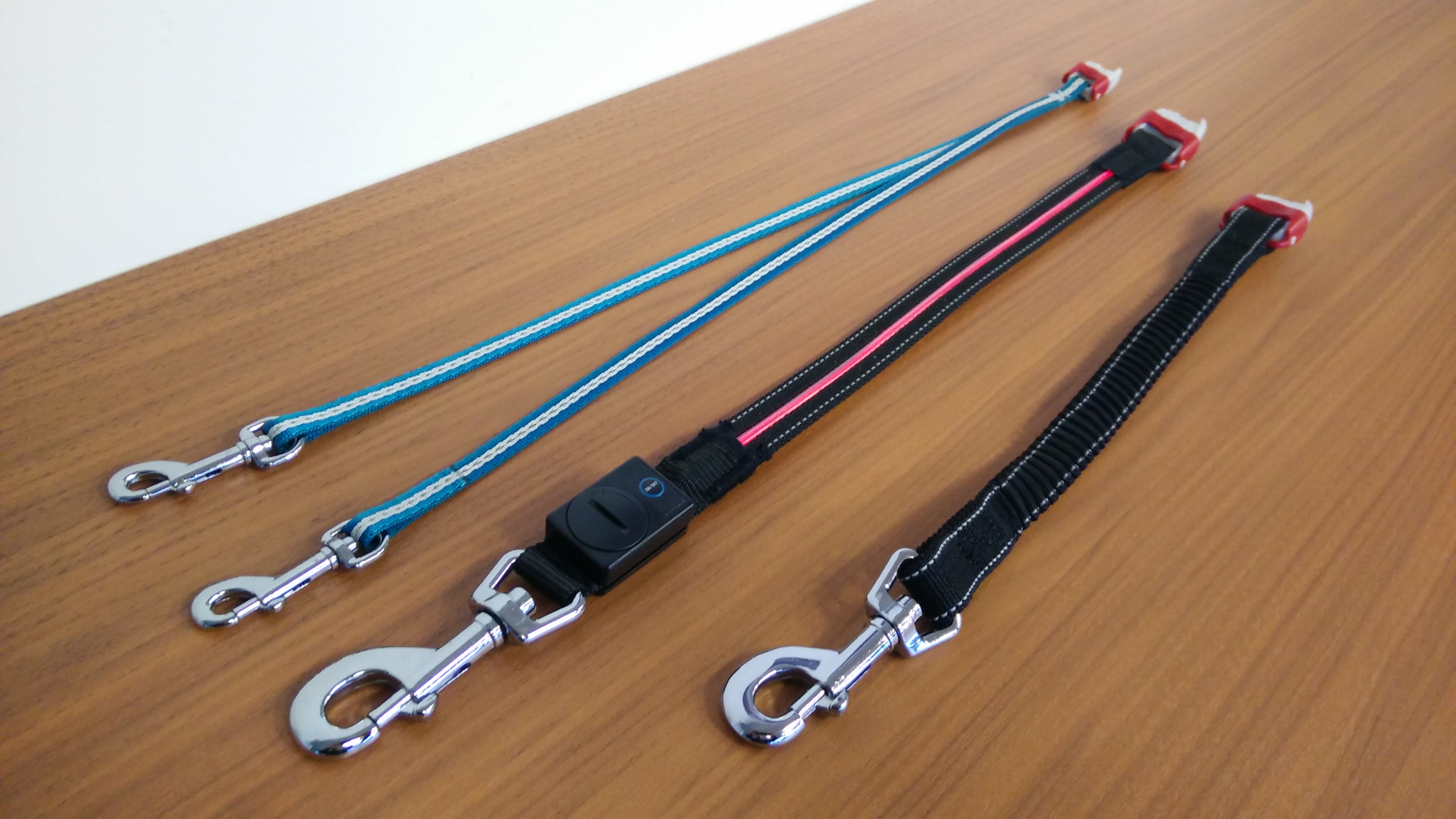
Auswechselbarer vorderer Teil bei Rollleinen. Doppelgurt, Leuchtgurt, Ruckdämpfer

Neben den Standardfunktionen werden seit einiger Zeit auch Funktionserweiterungen für Rollleinen angeboten, um den Einsatzbereich zu erweitern oder die Bedienung zu erleichtern. Mit einer an der Rollleine befestigten Taschenlampe kann sich der Halter eine zweite Hand sparen. 
Der vordere Teil ist bei einigen Rollleinen auswechselbar. Beispielsweise kann man dort einen Ruckdämpfer aus Gummi einsetzen, oder einen selbstleuchtenden Gurt. Mit einem Doppelgurt kann man auch zwei kleine Hunde gleichzeitig an einer Rollleine führen.